# コチャバラオオルリ
コチャバラオオルリ（小茶腹大瑠璃、学名：Niltava sundara）とは、スズメ目ヒタキ科に分類される鳥類の一種である。

## 形態
全長は16-18cmである。
オスは頭頂、体上面が紺色で、頬から喉にかけて黒い。メスは、体が全体的に褐色だが、胸の上に環状の白色部がある。

## 分布
主にパキスタン北部、インド北部、ネパール、ブータン、中国西部の南部、バングラデシュ、ミャンマー、タイ、ラオス、ベトナムに生息している。
日本では、1997年に沖縄県国頭村の伊地林道で、オス1羽が保護された記録が1例ある。

## 亜種
- Niltava sundara denotata（Bangs & J. C. Phillips,1914[5]）
  - 主に中国南部、ミャンマー東部、タイ、ベトナム北西部などのインドシナ半島北部に分布している[6]。
- Niltava sundara sundara（Hodgson, 1837[5]）
  - ネパール以東のヒマラヤから中国南部、バングラデシュ北東部、ミャンマー北部などに分布している[6]。
- Niltava sundara whistleri （Ticehurst,1926[5]）
  - パキスタン北部からインド北部にかけて分布している[6]。

## 生態
世代の長さは、3.2年である。
陸生で、主に森に生息している。